# Dalene Matthee
Dalene Matthee, geborene Dalene Scott (* 13. Oktober 1938 in Riversdal; † 20. Februar 2005, Mossel Bay, Südafrika) war eine südafrikanische Schriftstellerin. Sie schrieb in Afrikaans.
Die Nachfahrin des schottischen Schriftstellers Walter Scott schrieb Kinderbücher, Kurzgeschichten und Romane. Mit „Fielas Kind“ und „Unter dem Kalanderbaum“ gelangen ihr in mehrere Sprachen übersetzte Bestseller.